# Tue Sylvest
Tue Sylvest (født 30. august 1980), stud.scient.pol ved Syddansk Universitet. Opvokset i Ellinge på Østfyn, men har siden boet i både Odense, Bruxelles/Strasbourg.
Opstillet som kandidat for Folkebevægelsen mod EU til valget til Europa-Parlamentet i 2004. Medlem af Folkebevægelsen mod EUs Forretningsudvalg siden 2003. Har også været medlem af Folkebevægelsen mod EUs daglige ledelse – Styrelsen 2004-2005. 
Praktikant ved MEP Ole Krarup i Bruxelles/Strasbourg fra den 1. februar 2006 – 30. juni 2006.